# ديفيد بي ويليامسون
ديفيد بي ويليامسون (بالإنجليزية: David P. Williamson) هو رياضياتي وعالم حاسوب أمريكي، ولد في 2 أبريل 1967.